# جيمس بريت (لاعب كرة قدم أمريكية)
جيمس بريت (بالإنجليزية: James Britt)‏ هو لاعب كرة قدم أمريكية أمريكي، ولد في 12 سبتمبر 1960 في مندن في الولايات المتحدة.

## وصلات خارجية
- جيمس بريت على موقع مرجع كرة القدم المحترفة.كوم (الإنجليزية)